# Raionul Tukums
Tukums este un raion în Letonia.